# Winter-Paralympics 2022/Teilnehmer (Chile)
| stlisierte Goldmedaille | stlisierte Silbermedaille | stlisierte Bronzemedaille |
| ----------------------- | ------------------------- | ------------------------- |
| -                       | -                         | -                         |

Chile nahm an den Winter-Paralympics 2022 in Peking vom 4. bis 13. März 2022 mit vier Sportlerinnen und Sportlern teil.

## Teilnehmer

### Ski Alpin
| Athlet            | Klasse                     | Lauf 1        | Lauf 1        | Lauf 2        | Lauf 2        | Gesamt        | Gesamt        |        |
| Athlet            | Klasse                     | Zeit          | Rang          | Zeit          | Rang          | Zeit          | Rang          |        |
| Männer            | Männer                     | Männer        | Männer        | Männer        | Männer        | Männer        | Männer        | Männer |
| ----------------- | -------------------------- | ------------- | ------------- | ------------- | ------------- | ------------- | ------------- | ------ |
| Nicolás Bisquertt | Super-Kombination, sitzend | 1:16,51 min   | 12            | 52,07 min     | 9             | 2:08,58 min   | 9             |        |
| Nicolás Bisquertt | Abfahrt, sitzend           | —             | —             | —             | —             | ausgeschieden | ausgeschieden |        |
| Nicolás Bisquertt | Riesenslalom, sitzend      | 1:05,80 min   | 11            | 1:05,41 min   | 17            | 2:11,21 min   | 14            |        |
| Nicolás Bisquertt | Slalom, sitzend            | ausgeschieden | ausgeschieden | ausgeschieden | ausgeschieden | ausgeschieden | ausgeschieden |        |
| Nicolás Bisquertt | Super-G, sitzend           | —             | —             | —             | —             | 1:17,06 min   | 12            |        |
| Miguel Catalan    | Riesenslalom, sitzend      | 1:20,05 min   | 33            | 1:14,52 min   | 29            | 2:34,57 min   | 29            |        |
| Miguel Catalan    | Slalom, sitzend            | ausgeschieden | ausgeschieden | ausgeschieden | ausgeschieden | ausgeschieden | ausgeschieden |        |
| Samuel Fernández  | Riesenslalom, stehend      | 1:25,00 min   | 35            | 1:21,03 min   | 34            | 2:46,03 min   | 34            |        |
| Samuel Fernández  | Slalom, stehend            | 1:05,26 min   | 35            | ausgeschieden | ausgeschieden | ausgeschieden | ausgeschieden |        |
| Frauen            |                            |               |               |               |               |               |               |        |
| Claudia Hernández | Riesenslalom, stehend      | 1:24,35 min   | 21            | ausgeschieden | ausgeschieden | ausgeschieden | ausgeschieden |        |
| Claudia Hernández | Slalom, stehend            | 1:49,01 min   | 13            | 1:45,86 min   | 11            | 3:34,87 min   | 11            |        |